# 酒井莉加
酒井 莉加（さかい りか、1981年5月26日 - ）は、日本の女優。兵庫県出身。
テレビドラマ・映画・CMなどで活躍。夫は、落語家・コメンテーターとして活躍する立川志らく。

## 来歴
かつて3人組アイドルグループ「リンクリンクリンク」で活躍。
現在は3姉妹の母親である。